# آن الجملونات الخضراء
آن الجمَلونات الخضراء (بالإنجليزية: Anne of Green Gables) هي رواية صدرت عام 1908 للكاتبة الكندية لوسي مود مونتغمري (نشرتها باسم ل. م. مونتغمري). كُتبت هذه الرواية لتناسب جميع الأعمار، واعتُبرت رواية أطفال كلاسيكية منذ منتصف القرن العشرين. تدور أحداث الرواية في أواخر القرن التاسع عشر، وتسرد مغامرات آن شيرلي، وهي فتاة يتيمة في الحادية عشرة من عمرها، أرسِلت عن طريق الخطأ إلى شقيقين في منتصف العمر، هما ماثيو وماريلا كُاثبيرت، اللذان كانا ينويان في الأصل أن يتبنيا صبيًا يساعدهما في أعمال مزرعتهما في بلدة أفونلي الخيالية الواقعة في جزيرة الأمير إدوارد الكندية. وتحكي الرواية كيف تشق آن طريقها في الحياة مع آل كاثبيرت وفي المدرسة وضمن البلدة.
منذ نشرها، تُرجمت آن الجملونات الخضراء إلى 36 لغة على الأقل وباعت أكثر من 50 مليون نسخة، ما يجعلها واحدةً من أكثر الكتب مبيعًا على مستوى العالم. جاءت هذه الرواية جزءًا أولًا من سلسلة أنثولوجيّة، إذ كتبت مونتغمري عدة أجزاء لاحقة، ومنذ موتها، نُشرت تتمة أخرى، إلى جانب جزء مرخّص ذي أحداث سابقة. ويجري تدريس الكتاب الأصلي للطلاب في معظم أنحاء العالم.
حُوِّل الكتاب إلى أفلام سينمائية وتلفزيونية، ومسلسلات تمثيلية ورسوم متحركة. وأُلِفت مسرحيات تمثيلية وغنائية تقوم عليه، تُعرض في إنتاجات سنوية ضمن أوروبا واليابان.

## الخلفية
خلال كتابة الرواية، استمدت مونتغمري الإلهام من ملاحظات كانت قد وضعتها في صباها حول زوجين أرسِلت إليهما فتاة يتيمة عن طريق الخطأ عوضًا عن الصبي الذي كانا قد طلباه، ومع ذلك قررا إبقاءها، واستلهمت أيضًا من تجارب طفولتها في ريف جزيرة الأمير إدوارد الكندية. استخدمت مونتغمري صورةً فوتوغرافية لإيفلين نسبيت، كانت قد اقتطعتها من مجلة ميتروبوليتان النيويوركية ووضعتها على جدار غرفة نومها، لتستمد ملامح وجه آن شيرلي من العارضة التي ذكرتها أيضًا بـ«مثالية الصبا وروحه».
واستوحت مونتغمري عملها أيضًا من قصص اليتامى المكتوبة وفقًا لـ«صيغة آن» (بالإنجليزية: formula Ann، سُميت كذلك لأنها كانت تتبع صيغةً يسهل التنبؤ بها) التي كانت تحظى بشعبية آنذاك، وميزت شخصيتها بزيادة حرف e إلى اسمها (Anne). واعتمدت بشكل جزئي في بناء شخصيات أخرى، مثل غيلبرت بلايث، على أشخاص كانت تعرفهم. قالت إنها كانت تكتب الرواية في شفق النهار، وهي جالسة أمام نافذتها تشرف على حقول منطقة كافينديش على الجزيرة.

## ملخص الحبكة

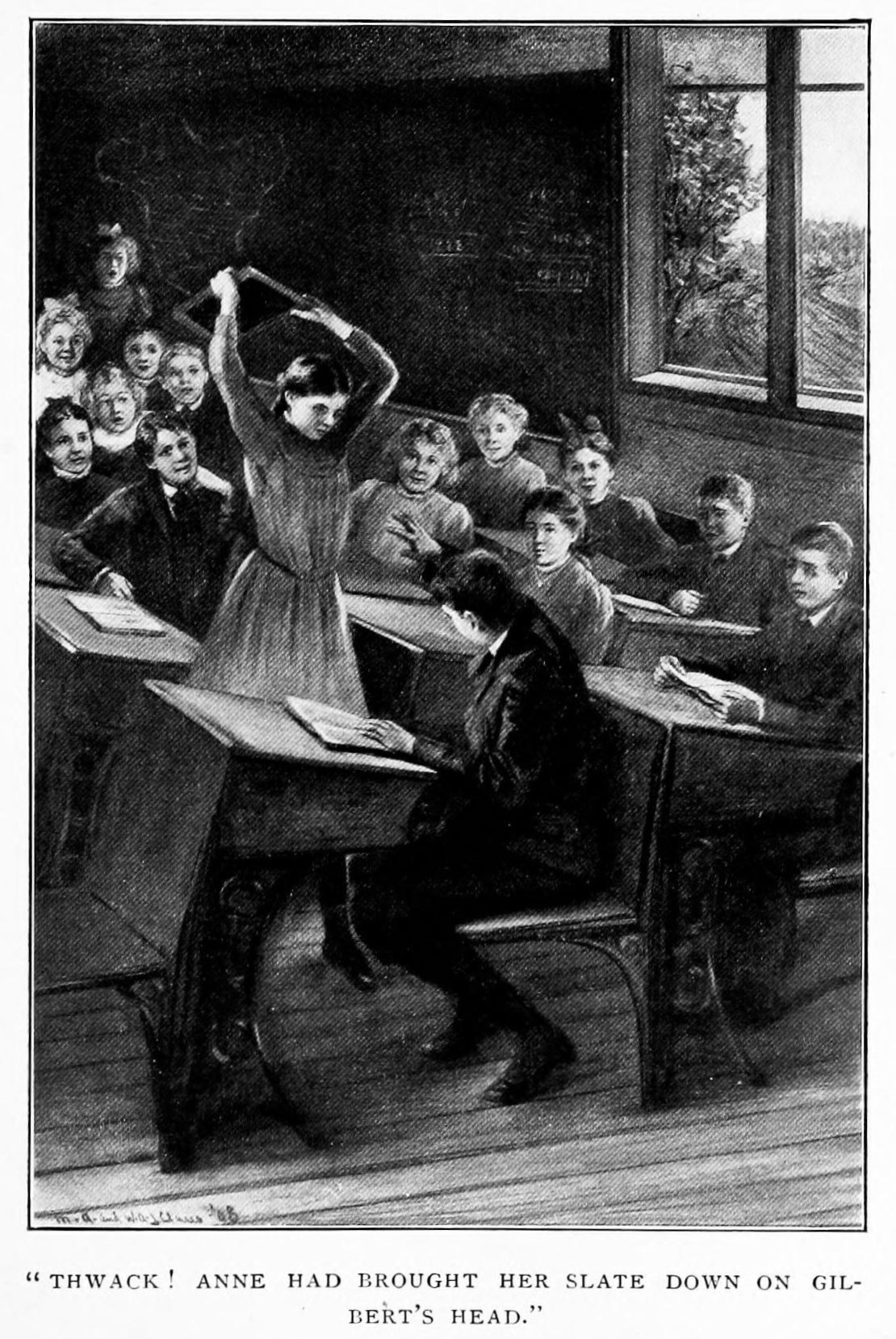
آن تهاجم غيلبرت

ترسَل آن شيرلي، وهي يتيمة صغيرة من بلدة بولينغبروك الخيالية في نوفا سكوشا (مستلهمة من بلدة نيو لندن الحقيقية الواقعة في جزيرة الأمير إدوارد)، كي تعيش مع ماريلا وماثيو كتبيرت، شقيقين في الخمسينيات والستينيات من عمريهما، بعد طفولة قضتها في منازل غرباء ودور أيتام. تكون ماريلا وماثيو قد قررا في الأصل أن يتبنيا صبيًا من دار الأيتام ليساعد ماثيو في أعمال مزرعتهما في الجملونات الخضراء، الواقعة في بلدة أفونلي الخيالية (المستلهمة من كافينديش في جزيرة الملك إدوارد). وبسبب سوء فهم، ترسل دار الأيتام آن عوضًا عن الصبي.
تتمتع آن بخيال خصب وتوق إلى نشر السرور وشخصية درامية، غير أنها تتخذ موقفًا دفاعيًا من مظهرها، فتكره شعرها الأحمر ونمشها وهيكلها الشاحب النحيل، لكن تحب أنفها. وهي ثرثارة، لا سيما حين يتعلق الأمر بوصف خيالاتها وأحلامها. في أول الأمر، تقول ماريلا المتجهمة الصارمة إن على آن أن تعود إلى دار الأيتام، لكن بعد الكثير من المراقبة والتفكير، إلى جانب تشجيع ماثيو العطوف الهادئ، تقرر ماريلا أن تتركها تبقى.
تستمتع آن بحياتها كثيرًا وتتأقلم بسرعة، فتزدهر في قرية المزارعين متلاحمة النسيج، وسرعان ما تضيء مخيلتها وثرثرتها أجواء الجملونات الخضراء.
يسرد الكتاب المصاعب والمباهج التي تواجه آن أثناء استقرارها في الجملونات الخضراء (أول وطن حقيقي تعرفه): المدرسة الريفية حيث تتفوق سريعًا في دراستها؛ وصداقتها مع ديانا باري، الفتاة التي تقطن في الجوار (صديقتها المفضلة أو «الحميمة» كما تدعوها آن تحببًا)؛ ومطامحها الأدبية الآخذة بالتبرعم؛ وخصومتها مع زميلها في الصف غيلبرت بلايث، الذي يضايقها بسبب شعرها الأحمر، ويكسب بذلك بغضها الفوري، على الرغم من اعتذاره عدة مرات. ورغم إدراك آن–مع مرور الوقت- أنها ما عادت تكره غيلبرت، تمنعها كبرياؤها وعنادها من الكلام معه.
ويتابع الكتاب أيضًا مغامرات آن في أفونلي، التي تتضمن أوقات اللعب مع صديقاتها ديانا، وجين أندروز الرصينة الهادئة، وروبي جيليس الجميلة المولعة بالفتيان. وتتقاطع طرقها مع طرق الأختين باي البغيضتين، غيرتي وجوزي، إضافة إلى بعض الحوادث العرضية مثل صبغها لشعرها بالأخضر عوضًا عن صبغه بالأسود كما كانت تنوي، وجعل ديانا تسكر عن طريق الخطأ حين تقدم لها ما تظنه شراب العليق قبل أن تدرك أنه نبيذ الكشمش.
وفي عمر السادسة عشرة، ترتاد آن أكاديمية الملكة من أجل الحصول على رخصة تدريس، برفقة غيلبرت وروبي وجوزي وجين وعدة طلاب آخرين، باستثناء ديانا، الأمر الذي يصيبها برعب كبير. تحصل على رخصتها خلال عام واحد عوضًا عن عامين كما هو معتاد، وتفوز بمنحة آفري التي تُمنح للطالب المتفوق في اللغة الإنجليزية. تسمح لها هذه المنحة بمتابعة الدراسة لتحصيل شهادة بكالوريوس في جامعة ريدموند المتخيلة (المستلهمة من جامعة دالهاوسي الحقيقية) في البر الرئيسي لنوفا سكوشا.
ومع مشارفة الكتاب على النهاية، تحل المأساة حين يموت ماثيو بأزمة قلبية بعد أن يعلم أن كل ماله هو وماريلا قد ضاع في فشل مصرفي. وبدافع من إخلاصها لماريلا والجملونات الخضراء، تتخلى آن عن المنحة الدراسية لتبقى في المنزل وتساعد ماريلا، التي يبدأ بصرها بالتراجع. تخطط للتدريس في مدرسة كارمودي، أقرب المدارس المتوفرة، والعودة إلى الجملونات الخضراء في نهايات الأسابيع. وببادرة صداقة، يتخلى غيلبرت بلايث عن منصبه التدريسي في مدرسة أفونلي ليعمل في مدرسة الرمال البيضاء عوضًا عن ذلك، مدركًا أن آن تريد البقاء قريبةً من ماريلا بعد وفاة ماثيو. وبعد هذا التصرف اللطيف، تتوثق عرى الصداقة بين آن وغيلبرت، وتتطلع آن قدمًا إلى ما ستأتي به الحياة.

## الترجمات العربية
صدرت للرواية ترجمات عربية تضم:
- آن الجملونات الخضراء، ترجمة: نور الدين البهلول، عن دار الكلمة للنشر والتوزيع، 2012
- آن في المرتفعات الخضراء، ترجمة: سكينة إبراهيم، عن دار المنى، 1998
- آني المراعي الخضراء، ترجمة: رنا جوزيف زحكا، عن وزارة الثقافة السورية، دمشق، 2000

## روابط خارجية
- آن الجملونات الخضراء على موقع الموسوعة البريطانية (الإنجليزية)